# Veronica glaucophylla
Veronica glaucophylla är en grobladsväxtart som beskrevs av Leonard C. Cockayne. Veronica glaucophylla ingår i släktet veronikor, och familjen grobladsväxter. Inga underarter finns listade i Catalogue of Life.